# San Marcos de Colón
San Marcos de Colón é uma cidade hondurenha do departamento de Choluteca.